# Acanthochondria vancouverensis
Acanthochondria vancouverensis is een eenoogkreeftjessoort uit de familie van de Chondracanthidae. De wetenschappelijke naam van de soort is voor het eerst geldig gepubliceerd in 1984 door Kabata.